# Moncton Men's Challenger 2008
Il Moncton Men's Challenger 2008 è stato un torneo di tennis facente parte della categoria ATP Challenger Series nell'ambito dell'ATP Challenger Series 2008. Il torneo si è giocato a Moncton in Canada dal 14 al 20 luglio 2008 su campi in cemento e aveva un montepremi di $35 000.

## Vincitori

### Singolare
Xavier Malisse ha battuto in finale  Danai Udomchoke con il punteggio di 6–4 6–4

### Doppio
Jae-Sung An /  Hiroki Kondo hanno battuto in finale  Daniel Chu /  Adil Shamasdin con il punteggio di 6–2 2–6 [12-10]